# Ponera (orquídea)
Ponera é um género botânico pertencente à família das orquídeas (Orchidaceae). Foi proposto por John Lindley em The Genera and Species of Orchidaceous Plants 113-114, em 1831, baseando sua descrição na espécie Ponera juncifolia Lindley. O nome do gênero é uma referência ao fato das flores desta espécie serem muito pequenas em comparação com o tamanho das plantas.

## Distribuição
Oito espécies robustas, epífitas ou rupícolas, de crescimento cespitoso, aparentadas com Isochilus, compõem este gênero, em sua maioria distribuídas pela América Central e países do noroeste sul-americano. Somente uma espécie tem sua ocorrência registrada para o Brasil, nas matas mais secas do sudeste.

## Descrição
São plantas sem pseudobulbos, de porte parecido com tipos de Epidendrum de caules longos e roliços, comum reclinados e mesmo horizontais ou pendentes, com folhas herbáceas, planas, lineares até linear-lanceoladas, com nervuras longitudinais, dísticas, alternadas e espaçadas ao longo do caule. A curta inflorescência brota em fascículos dos nós do caule ou na sua extremidade, com poucas flores mais ou menos aglomeradas, comum de cores pálidas, não raro estriadas de mais escuro.
flores, com coluna prolongada em pé na sua base, em conjunto com as sépalas, formando mento bem desenvolvido. O labelo é versátil e insere-se na extremidade do pé da coluna. As sépalas laterais são bem mais largas que as pétalas e a sépala dorsal, estas últimas mais ou menos ovais ou oblongas. Apresentam quatro polínias com caudículos.

## Espécies
1. Ponera dressleriana Soto Arenas, Orquídea (Mexico City), n.s., 12: 118 (1990)
2. Ponera exilis Dressler, Anales Inst. Biol. Univ. Nac. Autón. México, Bot. 39: 120 (1968)
3. Ponera glomerata Correll, Bot. Mus. Leafl. 9: 132 (1941)
4. Ponera graminifolia (Knowles & Westc.) Lindl., Edwards's Bot. Reg. 25(Misc.): 17 (1839)
5. Ponera juncifolia Lindl., Gen. Sp. Orchid. Pl.: 114 (1831)
6. Ponera longipetala Correll, Bot. Mus. Leafl. 9: 135 (1941)
7. Ponera pellita Rchb.f., Gard. Chron., n.s., 14: 8 (1880)
8. Ponera striata Lindl., Edwards's Bot. Reg. 28(Misc.): 18 (1842)